# Robinho (calciatore 1987)
Róbson Michael Signorini, meglio noto come Robinho (Marialva, 10 novembre 1987), è un calciatore brasiliano, centrocampista del Brusque.

## Caratteristiche tecniche
È un esterno destro.

## Carriera
È cresciuto nelle giovanili dell'Internacional.

## Palmarès

### Club

#### Competizioni statali
- Campionato Catarinense: 2

Avaí: 2010, 2012
- Campionato Paranaense: 1

Coritiba: 2013

#### Competizioni nazionali
- Coppa del Brasile: 2

Palmeiras: 2015
Cruzeiro: 2018